# Ostrożeń siedmiogrodzki
Ostrożeń siedmiogrodzki (Cirsium decussatum Janka) – gatunek roślin wieloletnich z rodziny astrowatych.

## Rozmieszczenie geograficzne
Występuje tylko w Europie Środkowej i Wschodniej: na Ukrainie, w Rumunii, na Węgrzech, a także na Słowacji i w Polsce, w której osiąga zachodnią granicę swojego zasięgu. W Polsce występuje tylko w Karpatach na Pogórzu Przemyskim. Znane są tutaj jego stanowiska w dolinach rzeki Wiar, potoku Cisowianka, na wzniesieniach pomiędzy Łętownią a Wapowcami oraz pod Zawadą. Na dawniej podawanych stanowiskach na Wyżynie Lubelskiej i w Beskidzie Żywieckim już wyginął.

## Morfologia

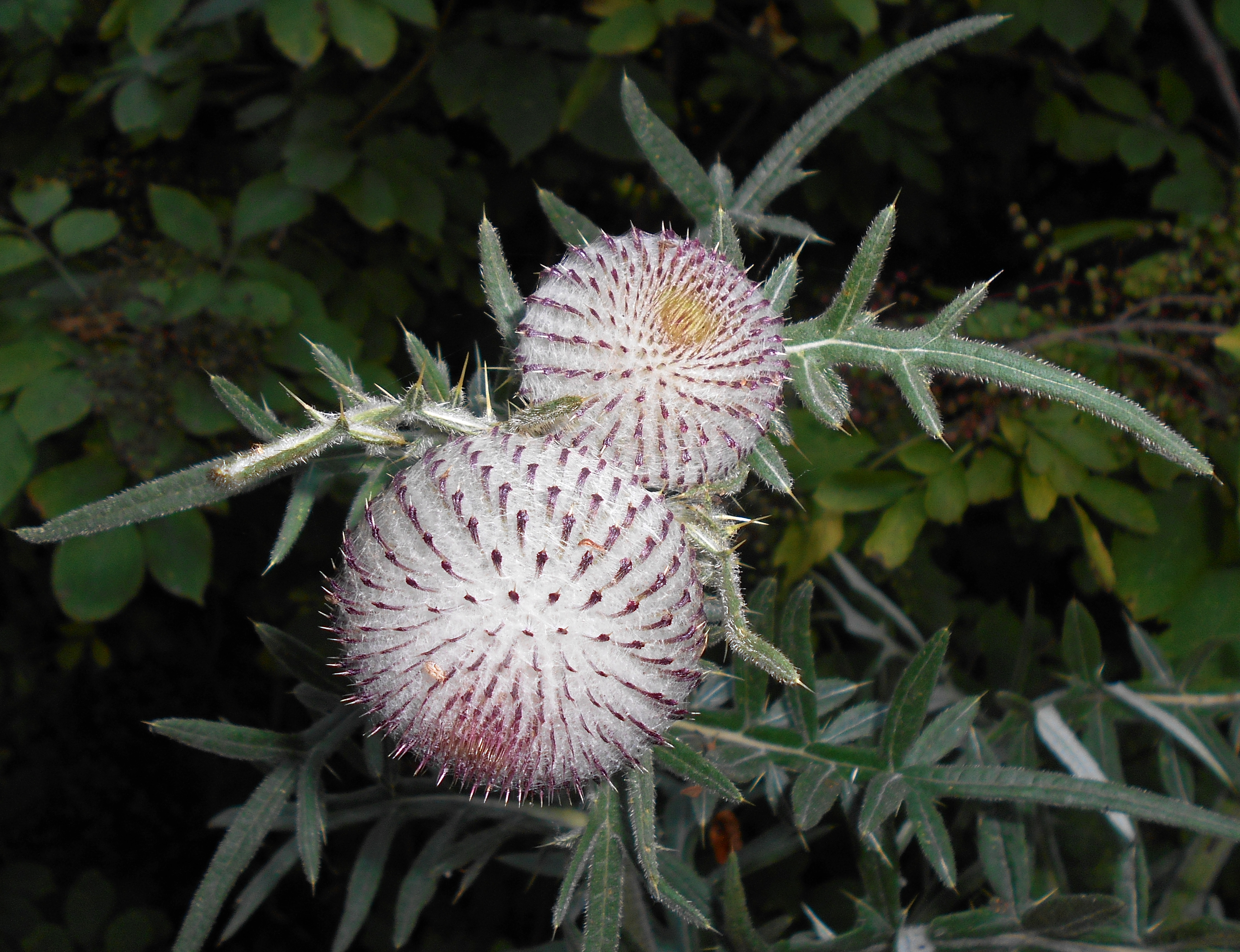
Okrywy koszyczków

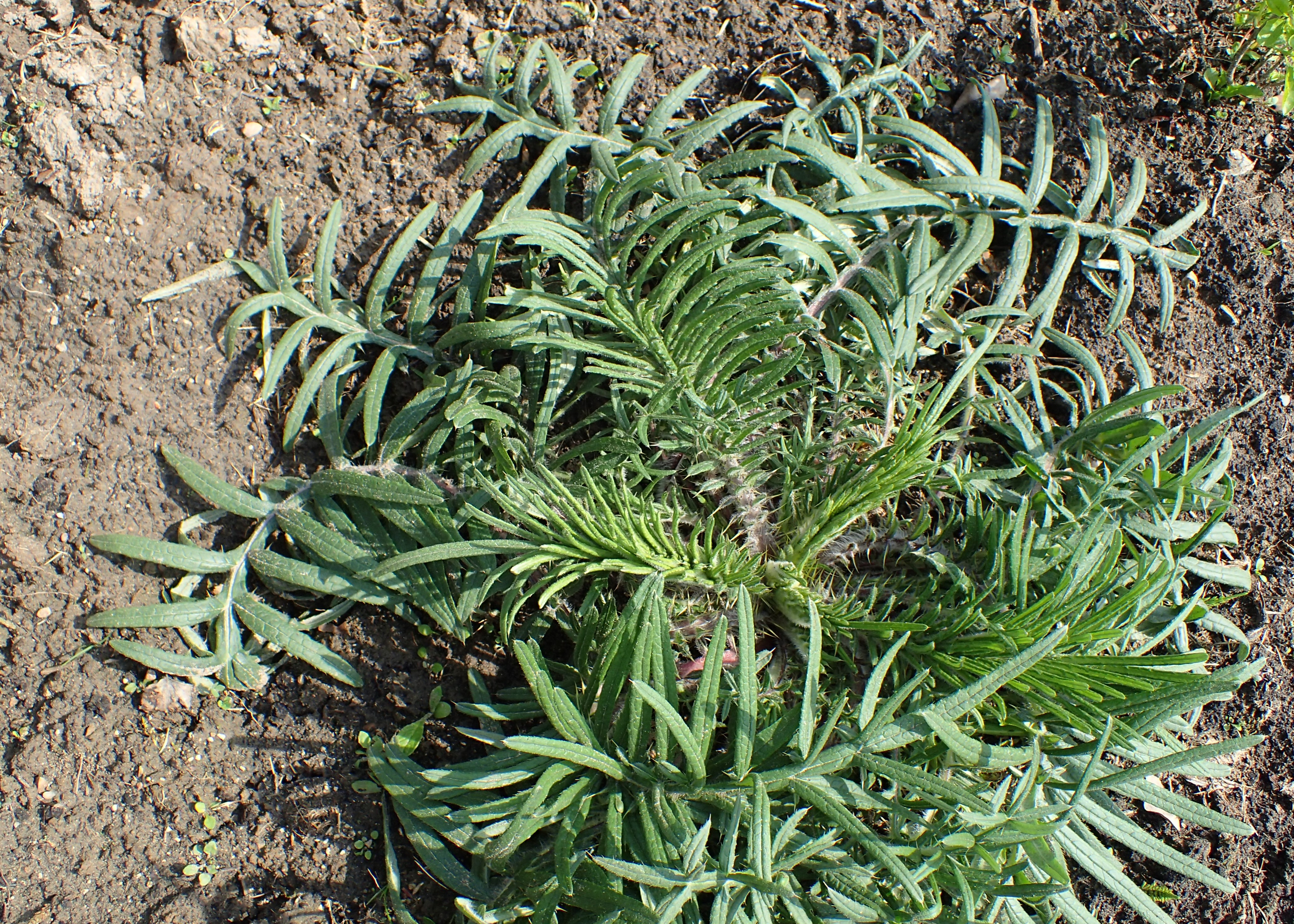
Liście odziomkowe

KorzeńPalowy, pojedynczy, gruby.
ŁodygaDo 250 cm wysokości, bruzdkowana, wzniesiona, górą rozgałęziona.
LiścieUlistnienie skrętoległe. Liście pierzastosieczne, na górnej stronie obficie kolczasto owłosione, na dolnej kutnerowate. Odcinki dolne całobrzegie, górne karbowane, z kolcami. Posiadają w środku bardzo gruby nerw.
KwiatyCiemnopurpurowe, zebrane w kuliste koszyczki o średnicy 5–8 cm, pokryte gęstym, szarym, pajęczynowatym owłosieniem. Koszyczki wyrastają z kątów kilku liści. Łuski okrywy wzniesione, lancetowate, pod szczytem łopatkowato rozszerzone, po bokach bardzo gęsto okryte szczeciniastymi kolcami. Są przejściową formą między liśćmi łodygowymi a właściwymi łuskami okrywy znajdującymi się pod nimi.
OwocNiełupka o długości 5–6 mm z puchem kielichowym o długości 22–32 mm.

## Biologia i ekologia

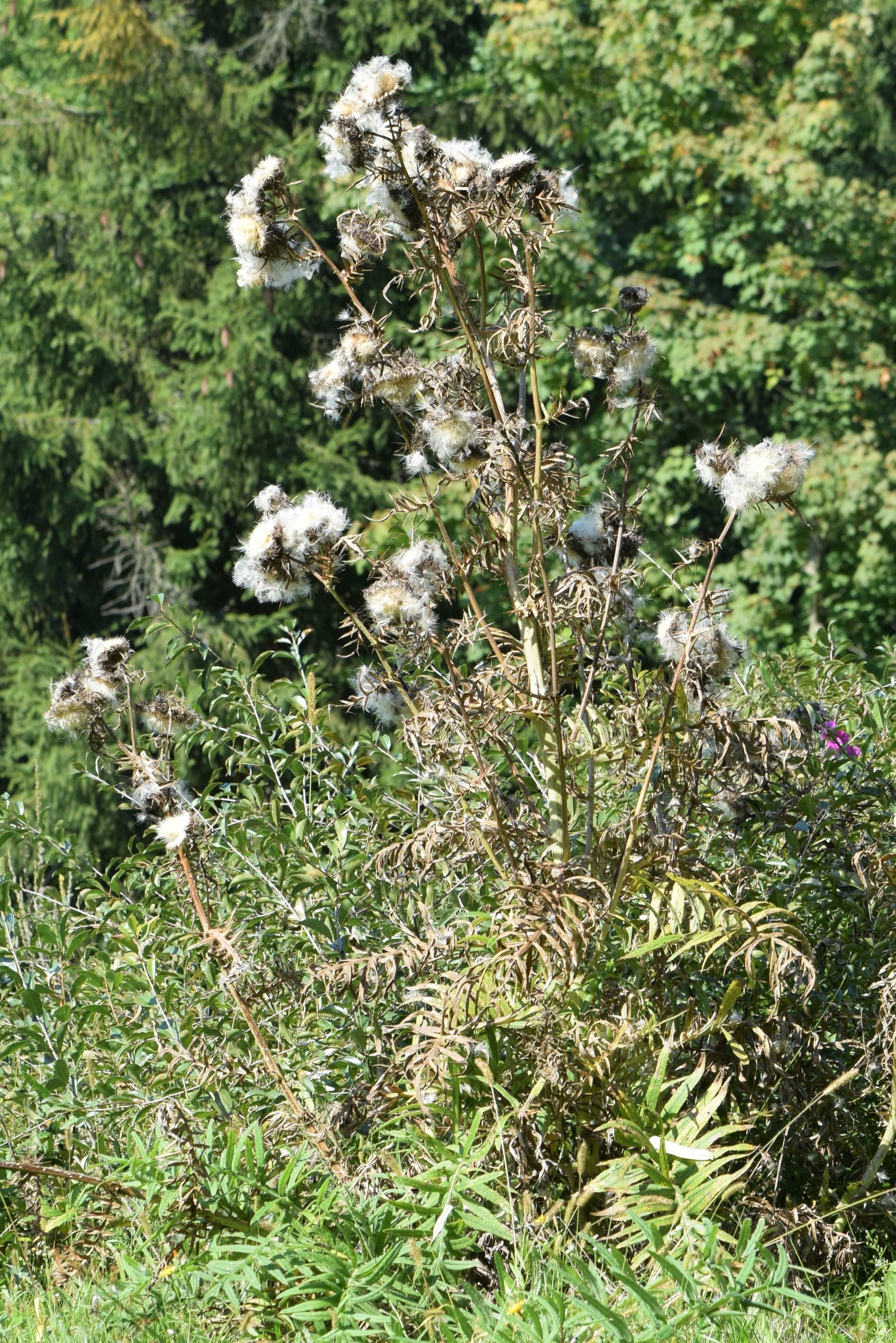
Pokrój rośliny w czasie owocowania

RozwójRoślina dwuletnia, hemikryptofit. W pierwszym roku wykształca różyczkę liściową, w drugim – pęd kwiatostanowy. Kwitnie od czerwca do sierpnia. Po przekwitnięciu zazwyczaj zamiera. Nasiona rozsiewane przez wiatr.
SiedliskoRośnie na suchych wzgórzach, na obrzeżach lasów i zarośli, na wysokich miedzach, śródpolnych łąkach, wypasanych pastwiskach, w opuszczonych kamieniołomach i żwirowniach oraz świeżych osuwiskach nadrzecznych. Preferuje żyzne mady i próchniczne rędziny, ale rośnie także na płytkich rędzinach fliszowych.
GenetykaLiczba chromosomów 2n=34.

## Zagrożenia i ochrona
Roślina umieszczona na Czerwonej liście roślin i grzybów Polski (2006) w grupie gatunków rzadkich, potencjalnie zagrożonych wyginięciem (kategoria zagrożenia R). W wydaniu z 2016 roku otrzymała kategorię VU (narażony). Znajduje się także w Polskiej Czerwonej Księdze Roślin (2001) w kategorii LR (niższego ryzyka). W wydaniu z 2014 roku otrzymała kategorię VU (narażony).
Głównym czynnikiem, który przyczynił się do zmniejszenia się liczebności tego gatunku było rozpoczęcie systematycznego koszenia ugorów, nieużytkowanych łąk i pastwisk. Stało się to opłacalne dzięki dotacjom z UE. Drugim czynnikiem, ale o mniejszym znaczeniu stało się wypalanie traw i zjadanie bądź zadeptywanie młodych roślin przez zwierzęta. Jest to bowiem gatunek o szczególnych wymaganiach siedliskowych; może rosnąć tylko na polanach, ugorach i pastwiskach, ale nie mogą one być corocznie koszone. Optymalne byłoby przemienne, pasmowe koszenie w cyklu co najmniej trzyletnim (tak, by przynajmniej dwa lata każdy pas pozostawał nieskoszony). Równocześnie w miejscach jego występowania należy usuwać pojawiające się zadrzewienia, szczególnie miedz. Gatunek ten jest uprawiany w ogrodzie Arboretum w Bolestraszycach.
Od 2014 r. gatunek objęty jest w Polsce ochroną częściową.